# E.S.P. (Miles Davis)
E.S.P. è un album registrato nel gennaio del 1965 dal quintetto di Miles Davis. Si tratta del primo album della formazione costituita da Davis, Wayne Shorter, Herbie Hancock, Ron Carter e Tony Williams (spesso indicata come il secondo quintetto) che sarebbe stato anche il gruppo più longevo di Davis.

## Il disco
Tutto il materiale fu composto da membri del gruppo. Nonostante questo, Agitation fu l'unico brano ad essere poi utilizzato nei concerti dal vivo, diventando praticamente la sigla del quintetto. Ne compaiono due versioni nell'album The Complete Live at the Plugged Nickel 1965 e fu suonato in concerto fino al 1969.
Little One ritornò nel famoso album Maiden Voyage che Hancock registrò poche settimane dopo. Questa versione è un po' più embrionale: il basso di Carter è quasi intermittente e le lunghe melodie in contrappunto con cui Davis e Shorter enunciano il tema ricordano abbastanza la versione di Round Midnight di Coltrane. La versione con Hancock come leader ha un arrangiamento più preciso come si può apprezzare dall'armonia sicura esposta da Freddie Hubbard e George Coleman (tromba e sax, rispettivamente). Anche la prestazione di Hancock sul pezzo di Carter, Eighty-One, lascia presagire le atmosfere di Maiden Voyage (un'osservazione che è presente nelle note di copertina della ristampa del 1999).
Da lì a poco, Wayne Shorter, che in questo album figura con tre composizioni, sarebbe divenuto il compositore non ufficiale del quintetto. La title track ricorda il brano Little Melonae di Jackie McLean (che Davis aveva inciso col primo quintetto nel 1956); Iris, un'altra ballata, ricorda abbastanza da vicino Infant Eyes che compare sull'album di Shorter Speak No Evil.
Con la sua lunghezza di oltre quarantotto minuti, E.S.P. è uno degli album di jazz più lunghi dell'epoca. Gli album successivi di Davis sarebbero stati anche più lunghi.
La copertina ritrae Miles con la seconda moglie Frances "Fran" Taylor nel cortile della loro casa: è l'ultima copertina dedicata a Fran e uno degli ultimi momenti sereni della coppia. Fran lasciò Davis pochi mesi dopo, allontanata dal suo comportamento erratico..

## Tracce
1. E.S.P. - 5:29 (W. Shorter)
2. Eighty-One - 6:12 (R. Carter/M. Davis)
3. Little One - 7:21 (H. Hancock)
4. R.J. - 3:57 (R. Carter)
5. Agitation - 7:44 (M. Davis)
6. Iris - 8:31 (W. Shorter)
7. Mood - 8:50 (R. Carter/M. Davis)

## Formazione
- Miles Davis - tromba
- Wayne Shorter - sax tenore
- Herbie Hancock - pianoforte
- Ron Carter - contrabbasso
- Tony Williams - batteria